# Palla (oggetto liturgico)

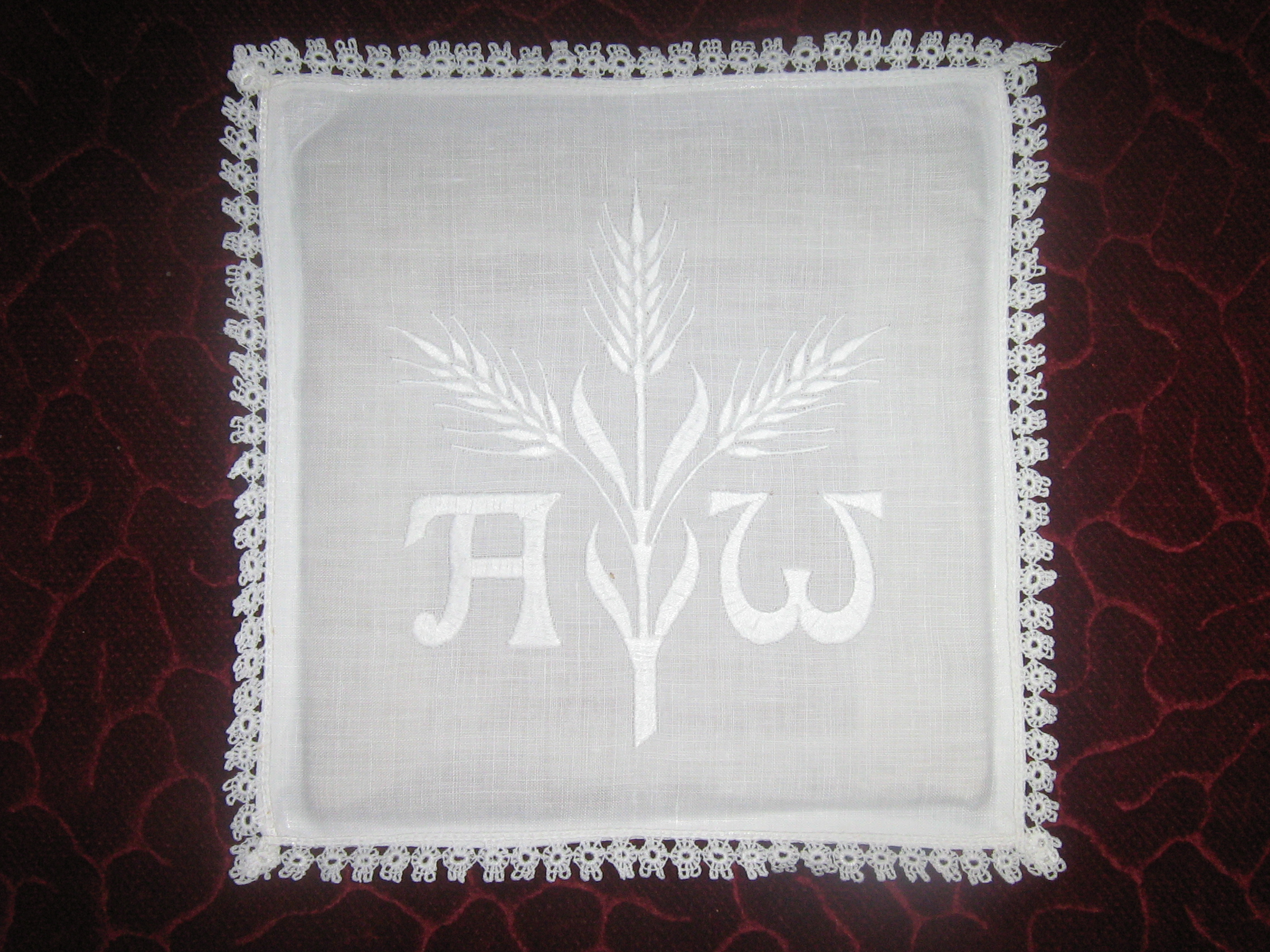
Esempio di palla.

La palla, chiamata anche animetta, è un oggetto liturgico in uso nella celebrazione eucaristica cattolica di rito latino.

## Caratteristiche
Consiste in un quadrato di stoffa, generalmente bianco, su cui può essere ricamata una croce o altri abbellimenti, e che può avere una consistenza dura o soffice. Generalmente viene inamidata.

## Funzione

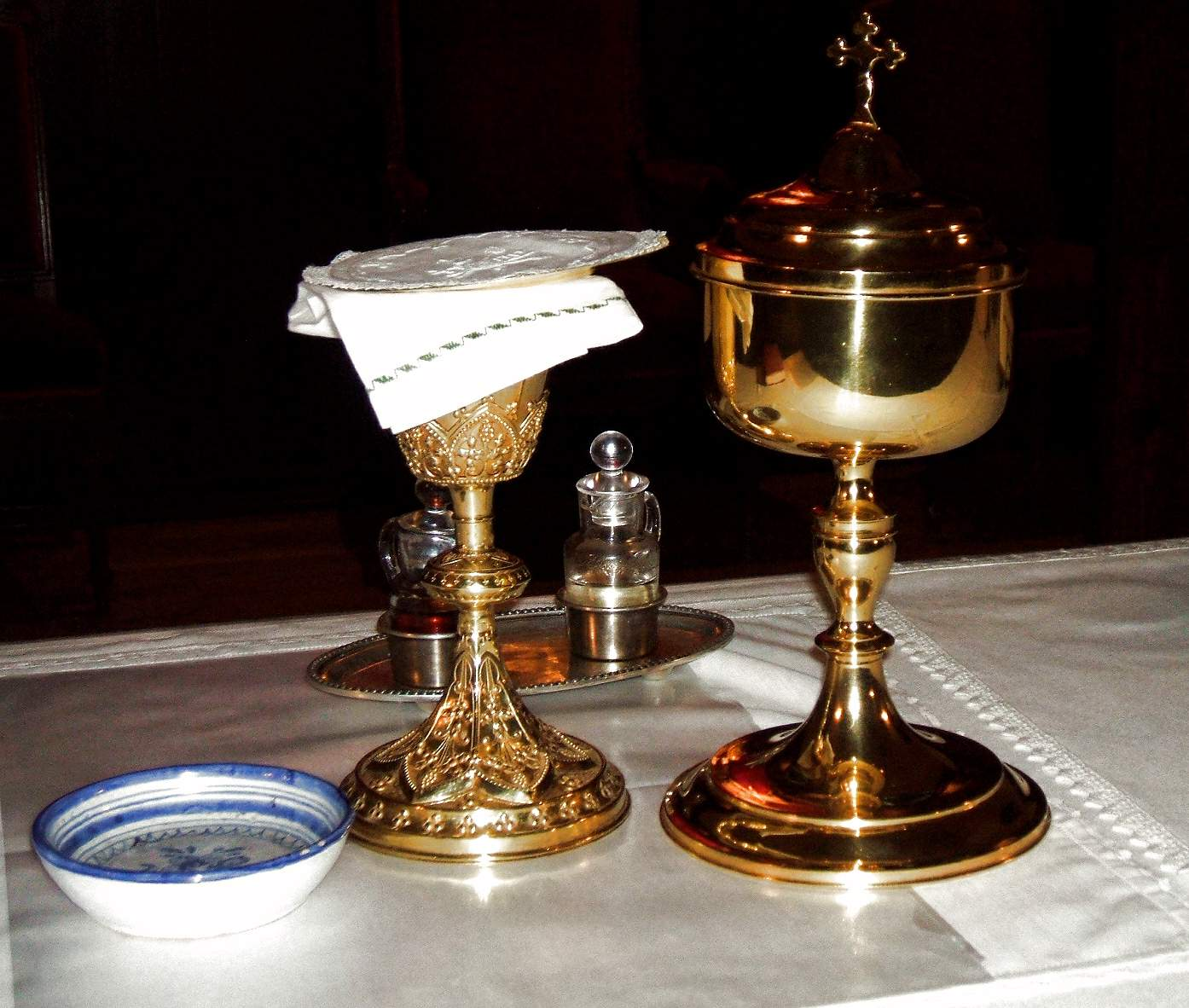
Una palla sopra il calice

Un tempo al posto della palla per coprire il calice si utilizzava un lembo del corporale, che si presentava di dimensioni maggiori di quelle che ha in genere oggi. In seguito, per comodità, venne introdotta la palla, la cui funzione è quella di coprire il calice e la patena onde evitare che prima della consacrazione possano entrarvi elementi esterni e corrompenti, come polvere, detriti o insetti.